# Ahmat Youssouf Tahir
Ahmat Youssouf Tahir, né le 1er janvier 1976 à N'Djaména, est un homme politique tchadien, expert international, spécialiste de planification et gestion des ressources humaines. Il est secrétaire d'État à l'Éducation nationale, au Bilinguisme et à la Promotion civique du Tchad depuis le 4 février 2025.

## Biographie

### Formation
Ahmat Youssouf Tahir nait le 1er janvier 1976 à N'Djaména. Il est titulaire du grade d'assistant d'université de 8e échelon. Il est diplômé en droit et sciences de gestion de l'université de N'Djaména et de l'université Paris X.

### Carrière
Il travaille au sein du ministère de l'Éducation nationale, en tant que directeur général de l'administration et des ressources.
Ahmat Youssouf Tahir est expert international, spécialiste de planification et gestion des ressources humaines.
En mai 2015 il est nommé directeur de l'agence pour la promotion des initiatives communautaires en éducation (APICED), il est devenu membre du Conseil d'Administration et du Comité exécutif du Partenariat Mondial pour l'Éducation (GPE).
Le 4 février 2025, il est nommé secrétaire d'État à l'Education nationale dans le gouvernement Halina II,